# スレーターの条件
数学において、スレーターの条件（スレーターのじょうけん、英: Slater's condition）とは、凸最適化に対して強双対性が成立するための十分条件である。モートン・L・スレーターの名にちなむ。スレーターの条件では、実行可能領域は必ず内点を持つ（下記の技術的な詳細を参照）ということが述べられている。
スレーターの条件は、制約想定の特別な例の一つである。特に、主問題に対してスレーターの条件が成立するなら、双対ギャップは 0 であり、双対値が有限であるなら、それは達成される。

## 詳細
凸函数 {\displaystyle f_{0},\ldots ,f_{m}} に対する問題
{\displaystyle {\text{Minimize }}\;f_{0}(x)}
{\displaystyle {\text{subject to: }}\ }
{\displaystyle f_{i}(x)\leq 0,i=1,\ldots ,m}
{\displaystyle Ax=b}
を考える（したがって、凸最適化問題である）。このときスレーターの条件は、ある {\displaystyle x\in \operatorname {relint} (D)} に対して
{\displaystyle f_{i}(x)<0,i=1,\ldots ,m} and
{\displaystyle Ax=b.\,}
が成立するなら、強双対性が成立することを意味する（ここで、relint は相対的内部であり、{\displaystyle D=\cap _{i=0}^{m}\operatorname {dom} (f_{i})} である）。初めの  {\displaystyle k} 個の制限 {\displaystyle f_{1},\ldots ,f_{k}} が線型函数であるとき、次を満たす {\displaystyle x\in \operatorname {relint} (D)} が存在するなら、強双対性は成立する。
{\displaystyle f_{i}(x)\leq 0,i=1,\ldots ,k,}
{\displaystyle f_{i}(x)<0,i=k+1,\ldots ,m,} and
{\displaystyle Ax=b.\,}

### 一般化不等式
{\displaystyle f_{0}} は凸で、各 {\displaystyle i} に対して {\displaystyle f_{i}} が {\displaystyle K_{i}}-凸であるような問題
{\displaystyle {\text{Minimize }}\;f_{0}(x)}
{\displaystyle {\text{subject to: }}\ }
{\displaystyle f_{i}(x)\leq _{K_{i}}0,i=1,\ldots ,m}
{\displaystyle Ax=b}
を考える。このときスレーターの条件は、次を満たす {\displaystyle x\in \operatorname {relint} (D)} が存在するなら、強双対性が成立することを意味する：
{\displaystyle f_{i}(x)<_{K_{i}}0,i=1,\ldots ,m} and
{\displaystyle Ax=b}